# Finn-volgai nyelvek
A finn-volgai nyelvek a finnugor nyelvcsalád egy csoportja, melybe a következő nyelvek tartoznak:
- volgai nyelvek
  - cseremisz nyelv
  - mordvin nyelv
  - † muroma nyelv
  - † merja nyelv
- számi nyelvek
- finnségi, másképp balti-finn nyelvek
  - finn nyelv
  - karjalai nyelv
  - vepsze nyelv
  - vót nyelv
  - észt nyelv
  - lív nyelv

A nyelvrokonságból fakadó hasonlóság a finn-volgai nyelvek között már olyan mértékű, amit laikus számára is szembeötlő.